# Scriitori romani de literatură fantastică
Dintre primii scriitori de literatură fantastică fac parte romanticii, preocupați în special de valorificarea folclorului, dar și de filozofie. Între cei care au scris proză fantastică se numără  Alexandru Odobescu, Mihai Eminescu, Ion Creangă, IL Caragiale, Barbu Ștefănescu Delavrancea, Alexandru Macedonski.
Perioada interbelică aduce scriitori preocupați de fantasticul mitic dar și de teme urbane, cu tentă filozofică, între cei mai cunoscuți scriitori de proză fantastică aflându-se: Vasile Voiculescu, Cezar Petrescu, Mircea Eliade. Apunake (Grigore Cugler), Urmuz.
În perioada comunistă, fantasticul devine de tip parabolic, adeseori ascunzând drame sociale sau tare ale lumii totalitariste. Prozatori reprezentativi sunt Gelu Naum, Dumitru Radu Popescu, Ștefan Bănulescu, Mircea Horia Simionescu, George Bălăiță, Tudor Dumitru Savu. Sergiu Pavel Dan, Ioan Goșan, Mircea Cărtărescu. În postdecembrism unii dintre acești își continuă activitatea, dar apar și alți scriitori de proza fantastică: Mircea Cărtărescu, Doina Ruști, Răzvan Rădulescu,Bogdan Răileanu. Octavian Soviany etc. Mulți se îndreaptă spre SF.